# Cameron Brown
Cameron Langdon Brown (21. december 1945 i Detroit) er en amerikansk jazzkontrabassist.
Brown er nok mest kendt fra sit medlemskab i The Don Pullen/George Adams Quartet. Hans partnerskab med trommeslageren Dannie Richmond var inovativt i denne gruppe, som spillede moderne avantgarde jazz. 
Brown har også spillet med bl.a. Lee Konitz, Don Cherry, Beaver Harris, Archie Shepp, Art Blakey, Dewey Redman og Chet Baker.